# اد کلانسی
اد کلانسی (ایتالیایی: Ed Clancy؛ زادهٔ ۱۲ مارس ۱۹۸۵) یک دوچرخه‌سوار اهل بریتانیا است. وی در مسابقات کشوری و بین‌المللی در مجموع برندهٔ ۱۳ مدال طلا، ۵ مدال نقره، ۳ مدال برنز شده‌است.